# Stella Club d’Adjamé
Stella Club d’Adjamé – iworyjski klub piłkarski grający w iworyjskiej pierwszej lidze, mający siedzibę w mieście Abidżan.

## Sukcesy
- I liga[1]:
  - mistrzostwo (3): 1979, 1981, 1984

- Puchar Wybrzeża Kości Słoniowej[2]:
  - zwycięstwo (4): 1959, 1974, 1975, 2012
  - finalista (5): 1967, 1970, 1973, 1980, 1981

- Puchar Ligi Wybrzeża Kości Słoniowej[3]:
  - zwycięstwo (1): 2015

- Puchar Zdobywców Pucharów[4]:
  - finalista (1): 1975

- Puchar CAF[5]:
  - zwycięstwo (1): 1993

- Klubowy Puchar WAFU[6]:
  - zwycięstwo (1): 1981

## Występy w afrykańskich pucharach
| Sezon | Rozgrywki                 | Runda       | Kraj             | Klub                         | Dom | Wyjazd | Dwumecz             |
| ----- | ------------------------- | ----------- | ---------------- | ---------------------------- | --- | ------ | ------------------- |
| 1975  | Puchar Zdobywców Pucharów | 1           | Liberia          | Mighty Barolle               | 1–0 | 1–0    | 2–0                 |
| 1975  | Puchar Zdobywców Pucharów | ćwierćfinał | Togo             | Ifodje Atakpamé              | 4–0 | 1–0    | 5–0                 |
| 1975  | Puchar Zdobywców Pucharów | półfinał    | Senegal          | ASC Jeanne d’Arc             | 2–1 | 2–2    | 4–3                 |
| 1975  | Puchar Zdobywców Pucharów | finał       | Kamerun          | Tonnerre Jaunde              | 0–1 | 1–4    | 1–5                 |
| 1976  | Puchar Zdobywców Pucharów | 1           | Senegal          | US Gorée                     | 2–0 | 0–0    | 2–0                 |
| 1976  | Puchar Zdobywców Pucharów | ćwierćfinał | Zair             | AS Vita Club                 | 3–3 | 0–2    | 3–5                 |
| 1980  | Puchar Mistrzów           | 1           | Gwinea Bissau    | Sport Bissau e Benfica       | 3–2 | 4–0    | 7–2                 |
| 1980  | Puchar Mistrzów           | 2           | Algieria         | MP Algier                    | 4–2 | 1–3    | 5–5                 |
| 1982  | Puchar Mistrzów           | 1           | Benin            | Ajijas Kotonu                | 3–1 | 3–1    | 6–2                 |
| 1982  | Puchar Mistrzów           | 2           | Algieria         | RS Kouba                     | 1–0 | 0–1    | 1–1 (k. 3–4)        |
| 1985  | Puchar Mistrzów           | 1           | Senegal          | US Gorée                     | 1–1 | 0–3    | 1–4                 |
| 1993  | Puchar CAF                | 1           | Sierra Leone     | Kamboi Eagles FC             | –   | –      | walkower dla Stelli |
| 1993  | Puchar CAF                | 2           | Mali             | AS Sigui                     | 3–0 | 2–0    | 5–0                 |
| 1993  | Puchar CAF                | ćwierćfinał | Gabon            | Mbilinga FC                  | 1–1 | 2–2    | 3–3                 |
| 1993  | Puchar CAF                | półfinał    |                  | Ethiopian Insurance FC       | 3–0 | 0–1    | 3–1                 |
| 1993  | Puchar CAF                | finał       | Tanzania         | Simba SC                     | 0–0 | 2–0    | 2–0                 |
| 2004  | Puchar Konfederacji       | 1           | Gwinea Równikowa | Deportivo Mongomo            | 2–0 | 1–1    | 3–1                 |
| 2004  | Puchar Konfederacji       | 2           | Maroko           | Wydad Casablanca             | 0–0 | 1–2    | 1–2                 |
| 2005  | Puchar Konfederacji       | 1           | Togo             | AS Douanes Lomé              | 3–0 | 0–1    | 3–1                 |
| 2005  | Puchar Konfederacji       | 2           | Tunezja          | AS Marsa                     | 1–0 | 0–2    | 1–2                 |
| 2013  | Puchar Konfederacji       | wstępna     | Mali             | AS Onze Créateurs de Niaréla | 1–0 | 0–3    | 1–3                 |

## Stadion
Domowe mecze klub rozgrywa na stadionie o nazwie Stade Robert Champroux w Abidżanie, który może pomieścić 20 000 widzów.

## Reprezentanci kraju grający w klubie od 1990 roku
Stan na styczeń 2023.
| - Kanga Akalé - Fousseny Coulibaly - Souleymane Coulibaly - Tiécoura Coulibaly - Lamine Diakité - Constant Djakpa - Lezou Doba - Cyril Domoraud - Jean-Marie Gbahou - Pierre Gbizie - Jean-Jacques Gosso | - Mohamed Kaba - Franck Kessié - Kouamé Kouakou - Macaire Obou - Ambroise Seri - Lamine Sogodogo - Serge Yoffou - Moumouni Dagano - Mohamed Koffi - Adama Koné - Roger Aholou |